# Dräkt
För kvinnoplagget dräkt, se dräkt (damplagg).

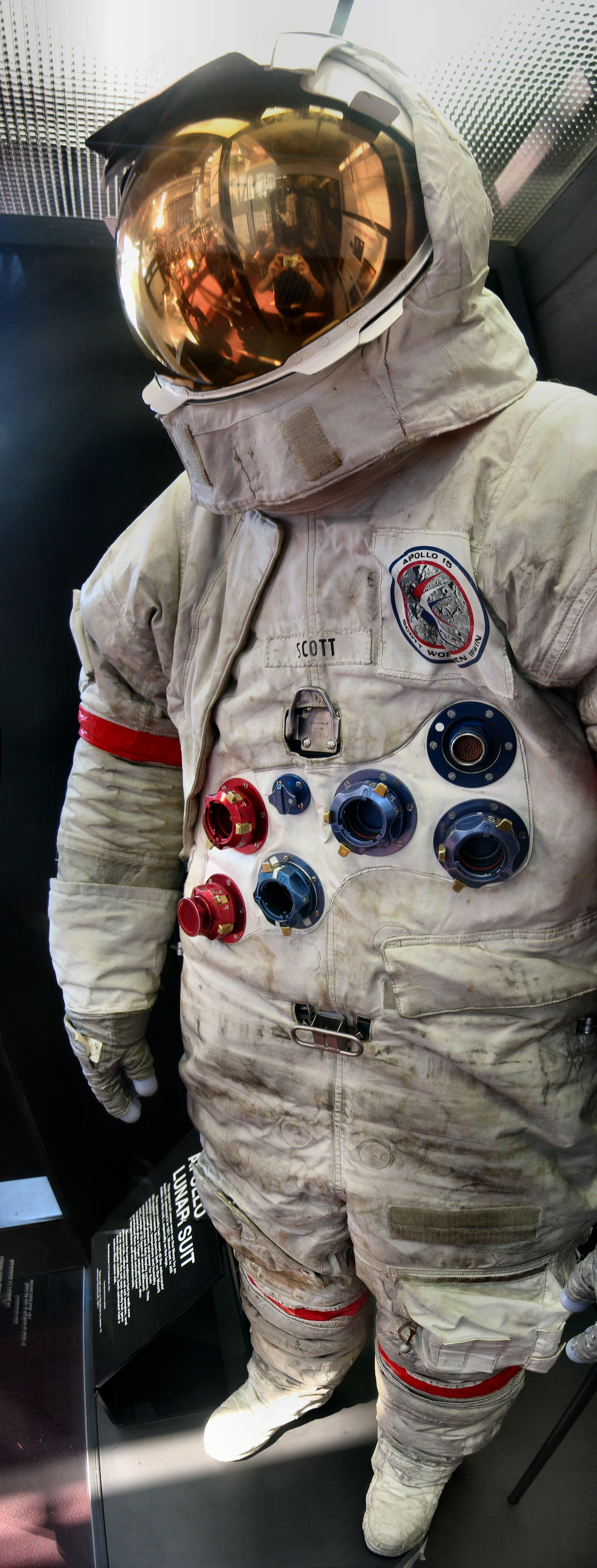
En rymddräkt.

En dräkt är en enhetlig uppsättning av kläder. En dräkt kan vara insignier för en organisation eller ett yrke eller ämbete (såsom en uniform eller ämbetsdräkt), användas vid fester och högtider (till exempel frack, balklänning, folkdräkt och smoking) eller vara avsedd att skydda kroppen vid extrema förhållanden (bland annat rymddräkt, rustning eller dykardräkt). Inom sport används särskilda tävlings- och träningsdräkter, ofta kallade matchställ, som kan vara allt från baddräkter till overaller.
Inom teater- och filmproduktion kallas skådespelarnas dräkter scenkostym eller bara kostym. Scenkostymerna tas ibland fram av en kostymdesigner och hanteras av en kostymör.